# Thalictrum jaliscanum
Thalictrum jaliscanum är en ranunkelväxtart som beskrevs av Joseph Nelson Rose. Thalictrum jaliscanum ingår i släktet rutor, och familjen ranunkelväxter. Inga underarter finns listade i Catalogue of Life.